# Serafijnenmedaille
De Serafijnenmedaille (Zweeds: Serafimermedaljen) is een zeer exclusieve Zweedse onderscheiding. De gouden medaille is verbonden aan de Serafijnenorde en werd sinds de stichting slechts tweemaal uitgereikt. De medaille is bestemd voor het belonen van voorbeeldige inzet in de verpleging van zieken.
De ronde medaille hangt aan acht fijne gouden kettinkjes en wordt op de borst gedragen. Het rodschrift rond het portret van Frederik I van Zweden luidt Proceres cum principe nectit. Bij de hervorming van de Zweedse orden in 1972 werd de medaille ter beschikking van de Zweedse koning gesteld die over toekenning mag beslissen.
Een medaille die in plaats van aan een lint aan kettinkjes hangt is buiten Scandinavië onbekend, maar ook in Denemarken kwam in de 19e eeuw een dergelijke medaille, een Onderscheiding voor Trouwe Dienst voor.